# 滑雪天堂
滑雪天堂（英語：Ski Paradise），是美國出生的法國純種競賽馬匹。生涯活躍於一哩賽事，曾勝出隆尚磨坊大賽，另外亦勝出沙特利咸大賽、阿斯達錦標及京王盃春季盃。

## 出賽前
1990年5月12日出生於美國楓丹白露牧場，成長途中被日本馬主吉田善哉購入。
其後交由法國練馬師費伯華訓練。

## 競賽生涯

### 2歲
1992年9月1日出戰埃夫里馬場奧梅埃勒錦標，但於其中敗於Firm Friend取得第二。
於雅蘭堡大賽及珍珠灰錦標取得第二及第三後，在格德菲錦標中維持穩定的走勢，最終在直路成功壓制所有對手，以1 1/2馬位優勢取得首勝。

### 3歲
1993年首戰為表列賽昂傑維爾錦標，成功以1馬位的優勢拉開對手奪冠。
其後挑戰一級賽法國一千堅尼，雖然於中段位置開始發力衝刺嘗試進佔前方位置，但於最後關頭仍然被Madeleine's Dream壓贏，以短頭位差距憾負。
6月6日出戰三級賽沙特利咸大賽，於比賽途中維持穩定的步速逐步推進，於最後關頭瞬間透出，最終以3馬位優勢取得首個分級賽冠軍。
7月以阿斯達錦標作為目標，比賽途中一直留守有利位置等待時機，於最後關頭成功衝出超越前方對手，最終再度取得分級賽的優秀。
8月13日，由於馬主吉田善哉去世，滑雪天堂所有權由長子吉田照哉繼承。
其後繼續以一哩戰線作為目標，8月出戰傑克莫華大賽。比賽開始後，其維持於外檔後側位置逐步推進，於通過大約一半路程後由中間位置透出。進入最後關頭，其嘗試加速衝刺而超越對手，但最終仍然被我的婦人壓贏取得第二。
9月繼續出戰隆尚磨坊大賽，比賽初段維持於有利位置推進，雖然表現出不俗的衝勢，但最終仍然被金滿寶壓制而以第二落敗。
10月10日出戰凱旋門大賽週末的森林錦標，採用前置策略下維持於先頭位置推進，於通過彎道時候嘗試加速透出，但最終無法制衡多分街，最終被對手以頭位差距擊敗德第二。
其後遠征美國出戰育馬者盃一哩大賽，比賽初段其於所在的最內檔1檔順利出閘，隨即進佔先頭位置領放，但於第一彎道後稍為放慢速度。於對面直路中段，其因為先前的動作而保持於第二、三左右的位置逐步推進，於直路上嘗試加速迫近前方對手，但最終未能對誘惑造成任何威脅下被對手拉開，連續四場賽取得亞軍。

### 4歲
1994年首戰即為遠征日本，出戰京王盃春季盃，並由武豐策騎。比賽開始後，其順利進佔第四的先頭位置，於比賽途中大致維持穩定的步速。進入直路後，其於中內欄位置逐步展開衝刺，進入加速狀態下在中段開始貼近前方的賽駒，最終成功以1 1/2馬位戰勝斯泰坦取得冠軍。
6月出戰上半年大目標安田紀念，然而由於賽前體重大幅上升16公斤，導致其在直路上的反應平平，最終僅能維持均速下未能突圍，敗於北方飛翔、Towa Darling、多分街及櫻花進王取得第五。
返回法國稍為休養後以阿斯達錦標作為目標並尋求連霸，但於比賽途中未能對Hatoof造成壓迫，最終敗於對手取得第二。
8月14日繼續上年度的一哩戰線，出戰傑克莫華大賽。比賽開始後，其繼續保持於中後方的位置等待時機，於中段逐步發力下開始迫近前方。進入最後關頭，雖然其成功望空並進入狀態，但仍然以第五的戰績落敗。
1個月後出戰隆尚磨坊大賽，比賽途中維持於先頭位置逐步推進，通過彎道時候展現出優秀的反應開始發力。進入直路後，其繼續以不俗的走勢逐步透出並超越前方賽駒，最終以3/4馬位戰勝East of the Moon取得首個一級賽冠軍。
但其後未能維持優秀的表現，於女皇伊利沙伯二世錦標及森林大賽中分別以第四及第五完成，在11月遠征美國育馬者盃一哩大賽更以第十大敗。
完成以上賽事後，陣營決定安排其退役。

### 詳細賽績
| 日期       | 舉辦國家 | 馬場       | 距離   | 級別 | 賽事名稱             | 負重 | 騎師   | 馬號 | 出馬 | 名次 | 時間     | 頭馬（二馬）         |
| ---------- | -------- | ---------- | ------ | ---- | -------------------- | ---- | ------ | ---- | ---- | ---- | -------- | -------------------- |
| 1/9/1992   | 法國     | 埃夫里     | 草1200 |      | 奧梅埃勒錦標         | 54.5 | 查爾尼 | 2    | 9    | 2    | 記錄缺失 | Firm Friend          |
| 6/9/1992   | 法國     | 隆尚       | 草1000 | GIII | 雅蘭堡大賽           | 53.5 | 查爾尼 | 4    | 5    | 3    | 記錄缺失 | 斯泰坦               |
| 9/10/1992  | 法國     | 邁松拉菲特 | 草1200 |      | 珍珠灰錦標           | 56.5 | 查爾尼 | 1    | 13   | 2    | 記錄缺失 | Chancetobewild       |
| 3/11/1992  | 法國     | 聖格盧     | 草1200 |      | 格德菲錦標           | 56.5 | 查爾尼 | 11   | 12   | 1    | 記錄缺失 | （Sabrixander）      |
| 21/4/1993  | 法國     | 埃夫里     | 草1600 | L    | 昂傑維爾錦標         | 58   | 查爾尼 | 3    | 5    | 1    | 1:39.36  | （Shir Dar）         |
| 16/5/1993  | 法國     | 隆尚       | 草1600 | GI   | 法國一千堅尼         | 58   | 鮑華富 | 4    | 8    | 2    | 記錄缺失 | Madeleine's Dream    |
| 6/6/1993   | 法國     | 尚蒂伊     | 草1600 | GIII | 沙特利咸大賽         | 56   | 查爾尼 | 7    | 7    | 1    | 1:36.9   | （Rouquette）        |
| 31/7/1993  | 法國     | 多維爾     | 草1600 | GII  | 阿斯達錦標           | 54   | 紀樂   | 9    | 11   | 1    | 1:39.4   | （Fresher）          |
| 15/8/1993  | 法國     | 多維爾     | 草1600 | GI   | 傑克莫華大賽         | 54.5 | 魏德禮 | 8    | 8    | 2    | 記錄缺失 | 我的婦人             |
| 5/9/1993   | 法國     | 隆尚       | 草1600 | GI   | 隆尚磨坊大賽         | 54.5 | 查爾尼 | 6    | 11   | 2    | 記錄缺失 | 金滿寶               |
| 1/10/1993  | 法國     | 隆尚       | 草1600 | GI   | 森林大賽             | 60.5 | 查爾尼 | 2    | 5    | 2    | 記錄缺失 | 多分街               |
| 6/11/1993  | 美國     | 聖雅尼塔   | 草1600 | GI   | 育馬者盃一哩大賽     | 54.5 | 查爾尼 | 1    | 13   | 2    | 記錄缺失 | 誘惑                 |
| 24/4/1994  | 日本     | 東京       | 草1400 | GII  | 京王盃春季盃         | 55   | 武豐   | 1    | 16   | 1    | 1:21.4   | （斯泰坦）           |
| 15/5/1994  | 日本     | 東京       | 草1600 | GI   | 安田紀念             | 55   | 武豐   | 13   | 16   | 5    | 1:33.7   | 北方飛翔             |
| 31/7/1994  | 法國     | 多維爾     | 草1600 | GII  | 阿斯達錦標           | 59   | 武豐   | 7    | 8    | 2    | 記錄缺失 | Hatoof               |
| 14/8/1994  | 法國     | 多維爾     | 草1600 | GI   | 傑克莫華大賽         | 57.5 | 武豐   | 2    | 9    | 5    | 記錄缺失 | East of the Moon     |
| 4/9/1994   | 法國     | 隆尚       | 草1600 | GI   | 隆尚磨坊大賽         | 56.5 | 武豐   | 6    | 7    | 1    | 1:37.8   | （East of the Moon） |
| 24/9/1994  | 英國     | 雅士谷     | 草1600 | GI   | 女皇伊利沙伯二世錦標 | 57.5 | 武豐   | 4    | 9    | 4    | 記錄缺失 | Maroof               |
| 16/10/1994 | 法國     | 隆尚       | 草1400 | GI   | 森林大賽             | 61   | 查爾尼 | 9    | 12   | 5    | 記錄缺失 | Bigstone             |
| 5/11/1994  | 美國     | 邱吉爾園   | 草1600 | GI   | 育馬者盃一哩大賽     | 56   | 武豐   | 2    | 14   | 10   | 記錄缺失 | 巴拉飛               |

## 退役後
退役後，其成為了配種馬，被引入至日本北海道千歲市社台牧場休養，在1995年進行配種。首批子嗣Agnes Chocolat於1996年出生，可於1998年出賽。2001年12月16日，空中北國在阪神牝馬錦標取勝，成為首匹勝出分級賽的子嗣。而其雌系戰績亦非常優秀，上述提到的Agnes Chocolat曾產出兵庫冠軍錦標冠軍黃金卷，空中北國更產出四匹分級賽冠軍，分別為勝出每日盃兩歲錦標、皋月賞及兩次朝日挑戰盃的北國隊長、勝出人馬錦標及絲路錦標的天涯海角、勝出小倉紀念的Crans Montana以及勝出長途馬錦標及紅海草地讓賽的銀音速。另外亦有一些分級賽優勝馬為其外孫輩或曾外孫輩。
2009年開始出現流產及受胎失敗的現象，2011年11月1由繁殖雌馬退役後消息不明，但相信現在經已因為衰老死亡。

### 主要子嗣

#### 分級賽優勝子嗣
1997年生
- 空中北國（阪神牝馬錦標）

|        | 馬名               | 生年 | 性 | 父       | 厩舎                           | 馬主                         | 戦績                                 |
| ------ | ------------------ | ---- | -- | -------- | ------------------------------ | ---------------------------- | ------------------------------------ |
| 第一匹 | Agnes Chocolat     | 1996 | 雌 | 週日寧靜 | 栗東・森秀行                   | 渡邊孝男                     | 9戰2冠2亞1季（退役・繁殖）           |
| 第二匹 | 空中北國           | 1997 | 雌 | 東來兵   | 栗東・森秀行                   | Lucky Field Co Ltd           | 24戰6冠3亞4季（退役·繁殖） 分級賽1勝 |
|        | （受胎失敗）       |      |    | 週日寧靜 |                                |                              |                                      |
|        | （未配種）         |      |    |          |                                |                              |                                      |
|        | （受胎失敗）       |      |    | 喜利是路 |                                |                              |                                      |
| 第三匹 | 滑雪天堂2001       | 2001 | 雄 | 喜利是路 |                                |                              | （未出賽）                           |
| 第四匹 | Aspirin Snow       | 2002 | 雌 | 神鷹     | 栗東・森秀行                   | 吉田千津                     | 21戰3冠2亞6季（退役・繁殖）          |
|        | （受胎失敗）       |      |    | 神鷹     |                                |                              |                                      |
| 第五匹 | Flegere            | 2004 | 雌 | 愛麗速子 | 栗東・藤岡健一                 | 吉田照哉                     | 15戰2冠3亞2季（退役繁殖）            |
|        | （未有血統書登錄） | 2005 | 雄 | 愛麗速子 |                                |                              |                                      |
| 第六匹 | Satono Paradise    | 2006 | 雄 | 大樹快車 | 姬路・田中道夫 →美浦・藤澤和雄 | 里見治                       | 4戰2冠0亞0季（退役）                 |
|        | （受胎失敗）       |      |    | 黃金旅程 |                                |                              |                                      |
| 第七匹 | Prince d'Etoile    | 2008 | 雄 | 大震撼   | 美浦・藤澤和雄 →高知・松木啟助 | 山本英俊 →岡林英雄 →松本忠正 | 48戰4冠5亞3季（退役）                |
|        | （流產）           |      |    | 愛麗速子 |                                |                              |                                      |
|        | （受胎失敗）       |      |    | 大和主將 |                                |                              |                                      |
|        | （受胎失敗）       |      |    | 高級玩意 |                                |                              |                                      |

## 血統簡介
父系利法爾為美國生產的法國賽駒，生涯僅得一敗，退役後成爲歐洲著名種馬，現以成爲一支獨立系統。祖父北地舞人爲加拿大賽駒，爲美國三冠賽雙冠軍馬，退役後亦爲著名種馬，被譽爲當時改變世界的種馬之一。
母系Ski Goggle為美國賽駒，生涯戰績優秀，曾勝出一級賽橡子錦標。外祖父Royal Ski爲美國賽駒，生涯戰績優秀，曾勝出一級賽桂冠未來錦標。

### 血統表
| 父線：利法爾系（北地舞人系）       |                                  |               |               |
| 種馬 利法爾 1969年（棗色）         | 北地舞人 1961年（棗色）          | 新北區        | {{{ffff}}}    |
| 種馬 利法爾 1969年（棗色）         | 北地舞人 1961年（棗色）          | 新北區        | {{{fffm}}}    |
| 種馬 利法爾 1969年（棗色）         | 北地舞人 1961年（棗色）          | Natalma       | 天才舞者      |
| 種馬 利法爾 1969年（棗色）         | 北地舞人 1961年（棗色）          | Natalma       | Almahmoud     |
| 種馬 利法爾 1969年（棗色）         | Goofed 1960年（栗色）            | Court Martial | Fair Trail    |
| 種馬 利法爾 1969年（棗色）         | Goofed 1960年（栗色）            | Court Martial | Instantaneous |
| 種馬 利法爾 1969年（棗色）         | Goofed 1960年（栗色）            | Barra         | Formor        |
| 種馬 利法爾 1969年（棗色）         | Goofed 1960年（栗色）            | Barra         | La Favorite   |
| 繁殖雌馬 Ski Goggle 1980年（灰色） | Royal Ski 1974年（栗色）         | Raja Baba     | 勇者帝王      |
| 繁殖雌馬 Ski Goggle 1980年（灰色） | Royal Ski 1974年（栗色）         | Raja Baba     | Missy Baba    |
| 繁殖雌馬 Ski Goggle 1980年（灰色） | Royal Ski 1974年（栗色）         | Coz Onijinsky | Involvement   |
| 繁殖雌馬 Ski Goggle 1980年（灰色） | Royal Ski 1974年（栗色）         | Coz Onijinsky | Gleam         |
| 繁殖雌馬 Ski Goggle 1980年（灰色） | Mississippi Siren 1973年（灰色） | Delta Judge   | Traffic Judge |
| 繁殖雌馬 Ski Goggle 1980年（灰色） | Mississippi Siren 1973年（灰色） | Delta Judge   | Beautillion   |
| 繁殖雌馬 Ski Goggle 1980年（灰色） | Mississippi Siren 1973年（灰色） | Cable Censor  | Sailor        |
| 繁殖雌馬 Ski Goggle 1980年（灰色） | Mississippi Siren 1973年（灰色） | Cable Censor  | New Lede      |
| 雌系：號族：3-l                    |                                  |               |               |
| 五代內近親交配：Pharos+Fairway 5×5 |                                  |               |               |

## 命名由來
名字Ski Paradise意思即為「滑雪天堂」，繼承自母系Ski Google之名字。

## 外部連結
- 滑雪天堂 netkeiba.com （页面存档备份，存于）
- 滑雪天堂 racingpost.com （页面存档备份，存于）
- 血統表 （页面存档备份，存于）